# San Giovanni Bosco in via Tuscolana (diaconia)
San Giovanni Bosco in Via Tuscolana (in latino: Diaconia Sancti Ioannis Bosco in Via Tusculana)  è una diaconia istituita da papa Paolo VI il 5 febbraio 1965 con la costituzione apostolica Romana haec Sedes.

## Titolari
- Federico Callori di Vignale (22 febbraio 1965 - 10 agosto 1971 deceduto)
- Štěpán Trochta, S.D.B., titolo pro illa vice (5 marzo 1973 - 6 aprile 1974 deceduto)
- Bolesław Filipiak (24 maggio 1976 - 14 ottobre 1978 deceduto)
- Egano Righi-Lambertini (30 giugno 1979 - 26 novembre 1990 nominato cardinale presbitero di Santa Maria in Via)
- Virgilio Noè (28 giugno 1991 - 26 febbraio 2002 nominato cardinale presbitero della Regina Apostolorum)
- Stephen Fumio Hamao (21 ottobre 2003 - 8 novembre 2007 deceduto)
  - Vacante (2007-2010)
- Robert Sarah (20 novembre 2010 - 3 maggio 2021); titolo pro hac vice dal 3 maggio 2021